# Club Social y Deportivo Merlo
El Club Social y Deportivo Merlo és un club de futbol argentí de la ciutat de Merlo.

## Història

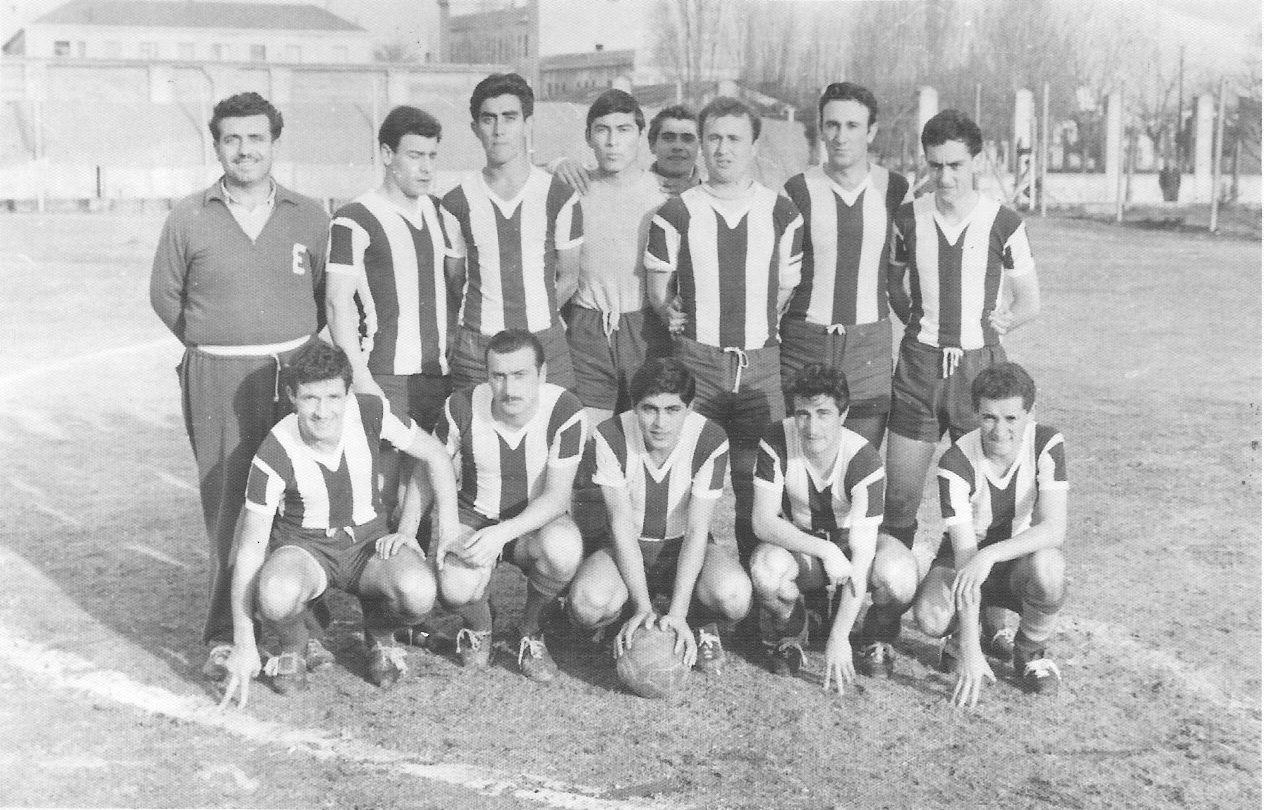
Equip dels anys 1950s.

El club va ser fundat el 8 d'octubre de 1954 amb el nom 9 de Julio. El 1968 adoptà el nom Deportivo Merlo. La temporada 1999-00 guanyà el campionat de Primera C, repetint títol la temporada 2005-06. La temporada 2008-09 ascendí a Primera B Nacional. El 2012 arribà a semifinals de la Copa Argentina.

## Palmarès
- Primera C (2):
  - 1999-00, 2005-06